# Place Guillaume-le-Conquérant
Koordinaten: 48° 53′ 39″ N, 0° 12′ 6″ W
Der Place Guillaume-le-Conquérant ist eine Platzanlage in Falaise im Département Calvados in Frankreich zwischen der Burg Falaise und der Dreifaltigkeitskirche. Namensgeber des Platzes ist Wilhelm der Eroberer. 

## Platzbeschreibung
Auf dem Südteil des Platzes befindet sich die Statue von Wilhelm dem Eroberer. Am südlichen Ende liegt auch die Mairie von Falaise und im Südwesten die Gedenkstätte Falaise (Mémorial des Civils dans la Guerre) sowie die Gemeindepolizei. Das Nelson-Mandela-Gebäude am nordwestlichen Rand des Platzes beherbergt Räume der Gemeindeverwaltung.

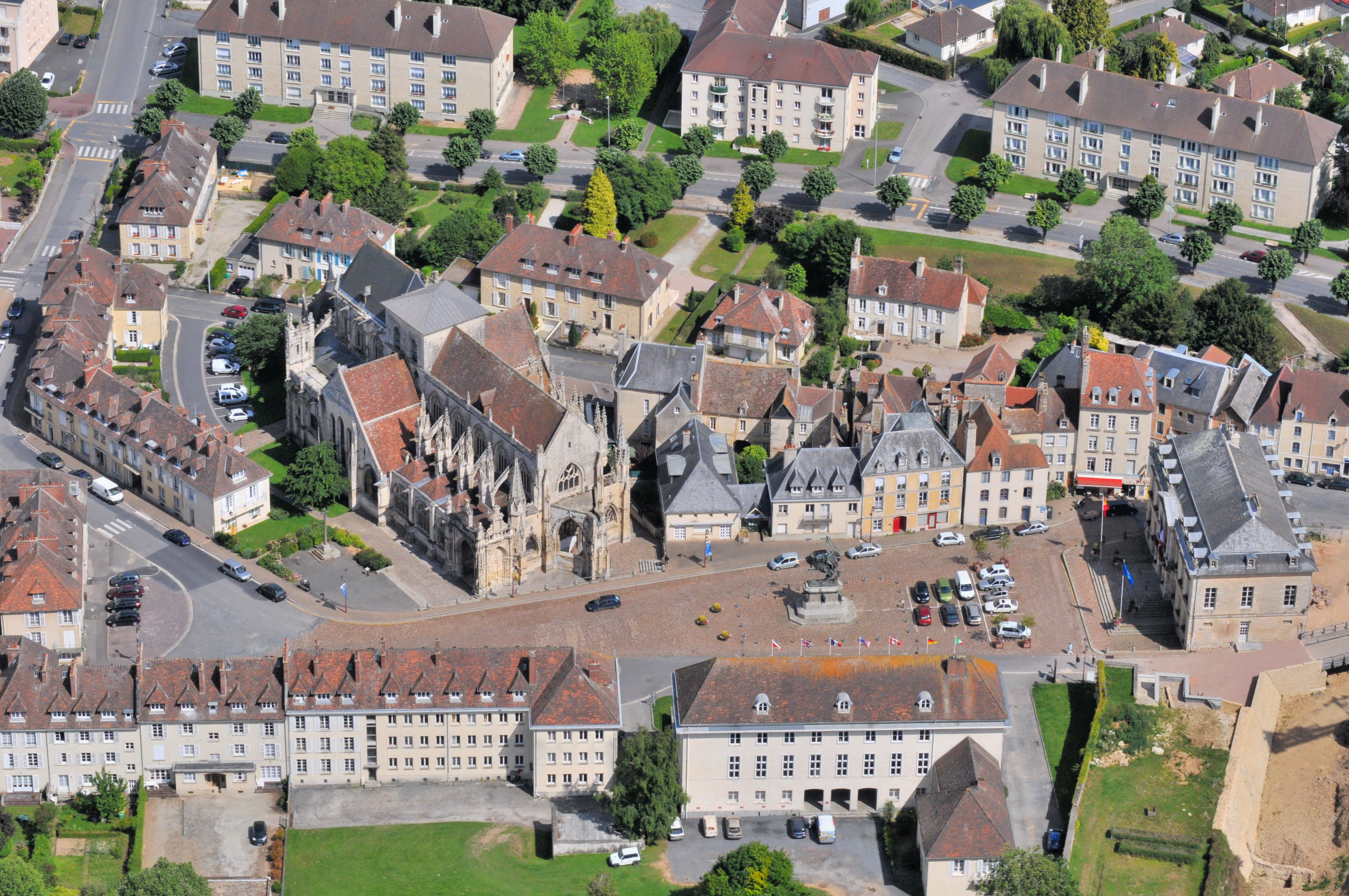
Place Guillaume-le-Conquérant von Norden (links) nach Süden (rechts)

## Denkmalschutz
Der Platz ist seit 1935 als klassifiziertes Denkmal (Monument historique) in das Verzeichnis der Baudenkmale eingetragen.